# 西念 (浄土真宗)
西念（さいねん）は、鎌倉時代の浄土真宗の僧。清和源氏信濃井上氏の井上五郎盛長の子。諱は井上道祐、井上貞親など。二十四輩の一人に数えられる。

## 人物
両親を亡くした後に出家し、越後国五智で親鸞に出会い入門し、法名を授かる。建暦2年（1212年）、流罪を解かれて越後から関東に帰還する親鸞に随行し、建保5年（1217年）に、実兄で幕府御家人の井上祐長の所領武蔵国足立郡野田の草庵に拠って教圏の拡大を図った。井上一族で親鸞に入門した者は西念の他にも数多くあり、下総国の磯部6カ寺も形成された。正応元年（1288年）、東国を巡回していた真宗3世の覚如に会い、親鸞の本願の宗旨を伝えた。西念の長寿に感激した覚如によって、西念の創建した寺は長命寺の寺号を与えられた。その翌年に没したが、生没年には異説もある。